# Tân Bình, Ngọc Khê
Huyện tự trị dân tộc Di-Thái Tân Bình, gọi tắt là Tân Bình (新平彝族傣族自治县; bính âm: Xīnpíng yízú dǎizú Zìzhìxiàn, Hán-Việt: Tân Bình Di tộc Thái tộc tự trị huyện) là một huyện thuộc địa cấp thị Ngọc Khê, tỉnh Vân Nam, Trung Quốc. Huyện nằm ở phía tây địa cấp thị Ngọc Khê, trong khoảng từ 23°39' tới 24°27' vĩ bắc và từ 101°17' tới 102°36' kinh đông. Diện tích 4.223 km², dân số năm 2000 là 26 vạn người. Chính quyền huyện có trụ sở tại trấn Quế Sơn.

## Địa lý
Huyện nằm ở đoạn giữa của dãy núi Ai Lao Sơn với 81 ngọn núi cao từ 2.500 tới 3.000 m, còn các đỉnh cao trên 3.000 m có 11 núi. Trong địa phận huyện có sông Kiết Sái và sông Bình Điện chảy qua.

## Phân chia hành chính
- Nhai đạo: Quế Sơn, Cổ Thành.
- Trấn: Dương Vũ, Mạc Sa, Kiết Sái, Thủy Đường,
- Hương: Bình Điện, Tân Hóa, Kiến Hưng, Lão Hán, Giả Long, Bình Chưởng.